# Hypercholestérolémie familiale
 Mise en garde médicale
L’hypercholestérolémie familiale est une maladie génétique responsable d'une augmentation importante des taux sanguins de cholestérol (essentiellement celui du lipoprotéine de basse densité). Le risque principal est la survenue de maladies cardiovasculaires à un âge plus jeune que pour le reste de la population.

## Historique
Le rapport entre hypercholestérolémie importante et maladie cardiovasculaire est suspecté dès les années 1930, les formes familiales étant identifiées une décennie plus tard. La transmission autosomique dominante a été mise en évidence en 1964 et la responsabilité d'une mutation sur le gène LDLR dans les années 1980. Les travaux de Joseph Goldstein et de Michael Brown sur ce récepteur leur ont valu le prix Nobel de physiologie ou médecine en 1985.

## Cause
Il s'agit d'une maladie génétique à transmission autosomique dominante. Plusieurs gènes sont concernés, codant des protéines intervenant dans la synthèse et l'élimination des LDL : récepteurs aux LDL (LDLR), apolipoprotéine B (APOB), et proprotéine convertase subtilisin/kexin de type 9 (PCSK9). Plus de 1000 mutations sur le gène LDLR ont été identifiées comme pouvant être responsable de l'hypercholestérolémie familiale.
Suivant le type de mutation, le niveau sanguin de cholestérol et sa traduction clinique ou évolutive peuvent être plus ou moins importants.

## Épidémiologie
La forme hétérozygote concerne une personne sur 500 dans la population générale. Elle serait près du double aux États-Unis. La forme homozygote concerne 1/160000-1/1000000 personnes.

## Clinique
La principale conséquence de cette maladie est une élévation marquée des taux sanguins de LDL-Cholestérol (généralement 2-6 g/L dans la forme hétérozygote et 6-12 g/L dans la forme homozygote).
L'examen clinique est généralement pauvre. Il peut toutefois parfois constater la présence de xanthomes (petites tuméfactions jaunâtres sous-cutanée consistant, appelés xanthelasmas lorsqu'elles affectent les paupières), un arc cornéen, le tout témoignant de dépôts graisseux localisés. Ces xanthomes sont plus fréquemment retrouvés au dos des mains et au niveau des tendons d'Achille mais ces derniers apparaissent vers la troisième décennie de la vie.
Le dépistage d'un cas doit mener au dosage du cholestérol sanguin aux autres membres de la famille.

## Évolution
En l'absence d'un traitement adapté il existe dans cette maladie un risque très augmenté de survenue de maladies cardiovasculaires précoces. Dans la forme hétérozygote le risque d'être atteint d'une pathologie cardiovasculaire est d'environ 50% à 50 ans chez les hommes et à 60 ans chez les femmes.
L'atteinte de la forme homozygote est plus sévère et conduisait avant la mise au point de traitements efficaces à un décès par maladie coronarienne avant l'âge de 20-30 ans.

## Traitement
Plusieurs recommandations ont été publiées sur le sujet. Celles de l'« European Atherosclerosis Society » datent de 2023. Celles du « National Lipid Association » datent de 2011.
Ce sont essentiellement les statines. Ces dernières permettent de réduire le risque cardiovasculaire jusqu'à un niveau proche d'une population indemne de cette atteinte.
L'évolocumab, un anticorps monoclonal dirigé contre le PCSK9, s'est révélé efficace pour faire baisser le taux de LDL cholestérol. L'alirocumab a des résultats comparables. Par contre, l'inclisiran, un petit ARN interférent dirigé contre l'ARN du même PCSK9, s'est révélé inefficace, du moins dans les formes homozygotes.
D'autres molécules sont en cours de test, comme le mipomersen ou le lomitapide, permettant d'abaisser le LDL cholestérol, mais sans, pour l'instant, le recul pour démontrer une baisse du risque d'événements cardiovasculaires. Les anti-PCSK9 sont plus efficaces que les statines, dans la diminution du taux sanguin du cholestérol, certains ayant démontré une diminution du risque cardiovasculaire. 
L'evinacumab est un anticorps monoclonal dirigé contre l'ANGPTL3. Il permet de réduire le taux de cholestérol de manière importante dans les formes familiales homozygotes mais l'efficacité sur les événements cardio-vasculaires reste à démontrer.